# ليون سوليفان
ليون سوليفان (بالإنجليزية: Leon Sullivan) هو ناشط حقوق الإنسان أمريكي، ولد في 16 أكتوبر 1922 في تشارلستون في الولايات المتحدة، وتوفي في 24 أبريل 2001 في سكوتسديل في الولايات المتحدة بسبب ابيضاض الدم.

## وصلات خارجية
- ليون سوليفان على موقع الموسوعة البريطانية (الإنجليزية)